# 赤坂郡
赤坂郡是過去位於岡山縣東部的一郡，已於1900年4月1日與磐梨郡合併為赤磐郡。
過去的範圍包括現在的赤磐市西部和北部地區、岡山市北區東北部地區。

## 歷史

### 沿革
- 1889年6月1日：實施町村制，赤坂郡下設：鳥取上村、輕部村、笹岡村、周匝村、山方村、仁堀村、鳥取下村、鳥取中村、西山村、東高月村、布都美村、西高月村、五城村、葛城村、竹枝村。（15村）
- 1900年4月1日：赤坂郡和磐梨郡合併為赤磐郡。